# Burn the Priest
Burn The Priest è il primo album pubblicato dai Burn the Priest, prima che si chiamassero Lamb of God.
I brani facevano già parte da tempo del gruppo, che non comprendeva Morton alla chitarra fino al '97 (vi è infatti un raro live in Detroit, Michigan, dove non compare il chitarrista).
Il disco è di completa ispirazione death metal, sia per i testi musicali e le tematiche trattate, sia per l'ossessività delle chitarre, sia per il timbro ancora primitivo di voce di Randy Blythe, sia per lo stile ancora acerbo per il quintetto.
Fu l'ultimo disco per questo quintetto, poi Spear sparì per far posto a Willie Adler e la band cambiò nome e genere musicale, spostandosi sin dal successivo prodotto (New American Gospel) sul metalcore e sul groove metal.

## Tracce
1. Bloodletting – 1:57
2. Dimera – 2:27
3. Resurrection #9 – 5:15
4. Goatfish – 2:23
5. Salvation – 2:12
6. Lies Of Autumn – 4:47
7. Chronic Auditory Hallucination – 3:54
8. Suffering Bastard – 2:07
9. Buckeye – 3:57
10. Lame – 1:51
11. Preaching To The Converted – 2:32
12. Departure Hymn – 2:39
13. Duane – 2:17
14. Ruiner (hidden track) – 2:08

## Formazione
- John Campbell – basso
- Mark Morton – chitarra
- Chris Adler – batteria
- Randy Blythe – voce
- Abe Spear – chitarra